# Hugo Jahnke
Curt Hugo Jahnke (6. marts 1886 – 12. januar 1939) var en svensk gymnast som deltog i OL 1908 i London.
Jahnke blev olympisk mester i gymnastik under OL 1908 i London. Han var med på det svenske hold som vandt holdkonkurrencen i multikamp.